# Inter de Grand-Goâve
El Inter de Grand-Goâve es un club de fútbol profesional con sede en Grand-Goâve, Haití.
El club fue fundado el 2 de noviembre de 2000  y actualmente juega en la Segunda División de Haití.
Jugó en la Liga de fútbol de Haití en 2015 y 2016.